# 舒格克里克鎮區 (伊利諾伊州克林頓縣)
舒格克里克鎮區（英語：Sugar Creek Township）是位於美國伊利諾伊州克林頓縣的一個行政鎮區。

## 地方資料
根據2010年美國人口普查的數據，舒格克里克鎮區的面積為94.70平方千米，當中陸地面積為94.62平方千米，而水域面積為0.08平方千米。當地共有人口6289人，而人口密度為每平方千米66.41人。